# Milan Hrabal
Milan Hrabal (* 10. ledna 1954 Varnsdorf) je český spisovatel.

## Život
Po absolvování ekonomické školy v České Lípě pracoval jako ekonom, později jako vedoucí odboru školství a kultury Městského úřadu Varnsdorf. V letech 2007 až 2016 pracoval v hudebním oddělení Městské knihovny Varnsdorf. Působil mj. také jako vedoucí poetického studia Doteky. V letech 1990-2003 byl redaktorem literárního časopisu Psí víno. Spoluorganizuje literární soutěže pro děti i dospělé ve Varnsdorfu. Je členem několika literárních a zájmových organizací, mj. Českého centra mezinárodního PEN klubu, Severočeského klubu spisovatelů a Sdružení Q. Je čestným členem Zwjazku serbskich wuměłcow (Sasko) a Společnosti přátel Lužice.
Žije v rodném Varnsdorfu.
Píše poezii a prózu, je také překladatelem, především z lužické srbštiny. Knižně vydal několik antologií, mj. antologii současné lužickosrbské poezie nazvanou Jazyk, jímž porozumíš větru. Kromě toho je editorem více než 60 publikací. Vydal 12 sbírek poezie, sbírku povídek a knížku pro děti. Debutoval v roce 1981 sbírkou Sólo větru v Severočeském nakladatelství v Ústí nad Labem. Jeho cyklus básní Cestou bolesti a víry (Auf dem Weg des Schmerzes und Glaubens), byl přeložen do několika jazyků, mj. do lužické srbštiny, němčiny, lotyštiny a angličtiny. V roce 2016 vyšel výbor z jeho poezie Eine schimmernde Wabe Glimmer (Leipziger Literaturverlag). V roce 2019 vydalo nakladatelství Pop Verlag Ludwigsburg jeho sbírku Wenn die Fische davonfliegen. V roce 2022 vyšel výbor z Hrabalovy básnické tvorby pod názvem Až na kost a roku 2023 nová sbírka Domluvená šifra.
Za překlady ukrajinské poezie získal (spolu s Petrem Kalinou) v roce 2016 Gogolovu cenu. Za překlady lužickosrbské literatury byl v roce 2018 oceněn Čestným odznakem Domowiny a v roce 2023 obdržel, jako teprve čtvrtý Čech, Cenu Domowiny. 

## Dílo

### Vlastní tvorba
- Sólo větru, 1981
- Čas pospíchá, 1985
- Nepřetržité zítřky, 1989
- Zrcadlo pro Quijoty : verše z let 1986-89, 1990
- Nepokoje, 1994
- Kamenná křídla, 1995
- Hanka Krawcec, 1996, druhé vydání 2001
- Cokoli proměnlivého, 1997
- Noci jen pro nás, 1997
- Kdyby nehráli Rolling Stones, soukromý tisk, 1997
- Láska mezi paneláky : sedmnáctiny poetického studia Doteky Varnsdorf, 1999
- Prázdniny ve Žvatlánsku, 1999
- Na svatbu k Chagallům, 2000
- Erotikon: výbor z veršů, 2000
- Gedichte, 2001
- Nocy jenož za naju, 2009
- Lužičtí Srbové známí i neznámí: historie a současnost nejmenšího západoslovanského národa, 2010
- Cestou bolesti a víry, 2010
- Hanka Krawcec : výtvarné dílo = tvorjace wuměłstwo, 2011
- Eine schimmernde Wabe Glimmer : ausgewählte Gedichte, 2016
- Wenn die Fische davonfliegen : Gedichte, 2019
- Poesiealbum 371 : Auswahl Róža Domašcyna, 2022
- Až na kost: výbor z poezie, 2011, druhé vydání 2022
- Domluvená šifra, 2023

### Překlady
- Na druhé straně slunce: almanach nejmladší lužickosrbské poezie, 1998
- Dva večery: sborník slovenské a lužickosrbské poezie, 2000
- Jazyk, jímž porozumíš větru: antologie lužickosrbské poezie, 2007
- Moudrost Lužických Srbů, 2007
- Ničo so njeliči = Konec sázek / Tomasz Nawka, 2011
- Kůň má nohy, koza rohy, aneb, Kdyby kočka mohla létat: hornolužickosrbská přísloví, 2011
- Byly to zlé časy / Beno Budar, 2012
- Naléhavá poezie: výbor z díla / Benedikt Dyrlich, 2013
- Mezumročan : sborník českých překladů básní Petera Huckaufa, 2014
- Druhé světy: pohádky, básně, eseje a jiné texty / Róža Domašcyna, 2015
- Příběhy o vodě / Jurij Brězan, 2016
- Břemeno paměti: výbor z poezie / Peter Gehrisch, 2017
- Déšť s tvýma očima: výbor z básní / Teťana Dzjuba, Serhij Dzjuba, 2018
- Z lužické pokladnice: nejoblíbenější lužickosrbská přísloví = Aus der Lausitzer Schatztruhe: die beliebtesten sorbischen Sprichwörter, 2018
- Konec poezie malé komůrky: výbor z básní / Jurij Chěžka, 2019
- Krajina našich slov 2019 = Landschaft unserer Worte 2019, 2019
- Ruměnec broskví : výbor z básní / Jurij Łušćanski, 2020